# RoboCop (film fra 2014)
RoboCop er en amerikansk science fiction- og actionfilm instrueret af José Padilha. Det er en genindspilning af filmen fra 1987 med samme navn, der beskriver hovedpersonens forvandling fra politibetjent til cyborg, dvs. halvt menneske, halvt maskine. Hovedrollen RoboCop spilles af Joel Kinnaman med Gary Oldman som Dr. Robert Norton, Michael Keaton som Raymond Sellars og Samuel L. Jackson som Pat Novak.
Oprindeligt planlagdes genindspilningen i 2005, men produktionen blev udskudt adskillige gange. Fra marts til juli 2012 udpegede man skuespillerne til hovedrollerne, og i september 2012 begyndte indspilningerne i Toronto og Hamilton i Canada. Filmen indspilles endvidere i Detroit i USA.
Filmen havde premiere i Danmark den 6. februar og i USA den 12. februar 2014.

## Medvirkende
- Joel Kinnaman som Alex Murphy / RoboCop
- Gary Oldman som Dr. Dennett Norton
- Michael Keaton som Raymond Sellars
- Samuel L. Jackson som Pat Novak
- Abbie Cornish som Clara Murphy
- Jackie Earle Haley som Rick Mattox
- Michael Kenneth Williams som Jack Lewis
- Jennifer Ehle som Liz Kline
- Jay Baruchel som Pope
- Aimee Garcia som Jae Kim
- Miguel Ferrer som Vallon
- Marianne Jean-Baptiste som Karen Dean